# Пшегиня-Народова
Пшеги́ня-Народо́ва (пол. Przeginia Narodowa) — село в Польше в сельской гмине Чернихув Краковского повета Малопольского воеводства.

## География
Село располагается в 4 км от административного центра гмины села Чернихув и в 22 км от административного центра воеводства города Краков.
В 1975—1998 годах село входило в состав Краковского воеводства.

## Население
По состоянию на 2013 год в селе проживало 632 человек.
| 2010 | 2013 |
| ---- | ---- |
| 624  | 632  |

| Перепись  | Всего   | Всего | Женщины | Женщины | Мужчины | Мужчины |
| --------- | ------- | ----- | ------- | ------- | ------- | ------- |
| Единицы   | человек | %     | человек | %       | человек | %       |
| Население | 632     | 100   | 327     |         | 305     |         |

## Достопримечательности
- Усадьба в Пшегине-Народовой. Памятник культуры Малопольского воеводства[4].